# Itezhi-Tezhi
Itezhi-Tezhi  este un oraș  în  Provincia de Sud, Zambia. Are rol de reședință a districtului omonim. Principala activitate economică în oraș o reprezintă producerea energiei electrice, prin intermediul barajului Itezhi-Tezhi de pe râul Kafue.